# Taxe sur les carburants
Une taxe sur les carburants (appelée selon les cas taxe sur l'essence, le diesel ou le kérosène) est une taxe d'accise imposée sur la vente de carburant.
Les carburants utilisés pour alimenter les véhicules agricoles, ainsi que le fioul domestique, similaire au gazole, sont taxés à un taux différent, généralement inférieur. Ces carburants peuvent être adjoints d'un colorant pour empêcher leur utilisation pour le transport routier.
Le carburant d'aviation est généralement taxé à un tarif différent de celui du carburant pour les véhicules au sol. L'avgas peuvent bénéficier de tarifs différents. Dans de nombreux pays, comme aux États-Unis et dans l’Union européenne, le carburant de l’aviation commerciale est exonéré de taxe.

## Rôle dans la politique énergétique
Les taxes sur les carburants ont été préconisées comme moyen de réduire la pollution, les émissions de gaz à effet de serre pour lutter contre le réchauffement climatique et d'économiser l'énergie. Des taxes plus élevées sur les combustibles fossiles rendent l'essence aussi chère que d'autres carburants tels que le gaz naturel, le biodiesel ou les batteries électriques, au prix d'une inflation pour le consommateur.
Le Groupe d'experts intergouvernemental sur l'évolution du climat, l'Agence internationale de l'énergie, le Fonds monétaire international et la Banque mondiale ont appelé les gouvernements à augmenter les taxes sur le carburant afin de lutter contre les coûts sociaux et environnementaux de sa consommation Les taxes sur les carburants peuvent constituer taxe carbone implicite.

## En Europe
La taxation du kérosène est interdite sur les vols commerciaux au sein de l'Union européenne, conformément à la directive de 2003 sur la taxation de l'énergie. Elle peut être perçue sur les vols intérieurs ou par accord entre États membres, mais de tels accords n'ont pas été mis en place.
La Commission européenne propose en 2021 de mettre en place une taxation progressive sur le carburant, mais il est encore loin d'aboutir en 2023.

### Belgique
En 2022 en Belgique il y a un droit d'accise de 60 centimes d'euro le litre, plus la taxe sur la valeur ajoutée de 21 %.

### France
La taxation des carburants a été une source importante du mouvement des gilets jaunes.
En 2021, Il existe en France des exonérations, réductions d'accises, réductions de Taxe sur la valeur ajoutée (TVA) dans différents secteurs économiques sur les carburants d'origine fossile mettant à jour les contradictions des politiques environnementales : Agriculture 1,3 milliard d'Euro, Routiers 1,27 milliard d'Euro, BTP 1,9 milliard d'Euro, transport aérien 1,9 milliard d'Euro,  circulation automobile 2,85 milliards d'Euro par la sous taxation du gazole par rapport à l'essence. Ce qui représente au total 13 milliards d'Euros.

### Luxembourg
Depuis janvier 2023, l'essence est taxée au taux de 0,53799 €/litre et le diesel au taux de 0,42875 €/litre, avec une TVA de 16 % ajoutée au prix total. À partir de 2022, un « prix maximum du carburant » a été fixé par le gouvernement, plafonné à 1,546 €/litre pour l'essence EURO 95 et à 1,525 €/litre pour le diesel à compter du 11 novembre 2023.

### Pays-Bas
En 2024 aux Pays-Bas les droits d'accises sont de 58,91 centimes d'euro par litre pour l'essence (c'est-à-dire le sans-plomb), 51,63 centimes pour le diesel (ou gasoil) et 8,62 centimes pour le gaz de pétrole liquéfié. À cela s'ajoute la TVA au taux de 21 %.